# Aldermaston
Aldermaston és un llogaret rural, parròquia civil i circumscripció electoral, al Berkshire, sud-est d'Anglaterra. En el Cens de 2001 Regne Unit, la parròquia tenia 927 habitants- El poble es troba en l'extrem sud de la plana d'inundació del riu Kennet, prop de la frontera del comtat d'Hampshire. És equidistant de Newbury, Basingstoke i de Lectura i es troba a 72 quilòmetres a l'oest de Londres.
Aldermaston podria haver estat habitada des de 1690 aC., una sèrie de forats de pal i restes de grans de suposats cereals s'han trobat a la zona. La història escrita del poble es remunta almenys fins al segle novè. Les cròniques anglosaxones mostren que el Ealdorman de Berkshire tenia la seva finca al poble. El senyoriu d'Aldermaston va ser establert cap al segle xi, quan el poble va ser donat a la família Achard per Enric I d'Anglaterra, la casa està documentada en l'enquesta de Domesday. L'església del poble es va establir al segle xiii, i part de l'arquitectura original de Norman roman en l'estructura de l'edifici. L'últim senyor resident de la mansió, Charles Keyser, va morir en 1929. La finca pairal ha estat posteriorment ocupada per Indústries Elèctriques Associades, el Comando Tàctic XIX aire, la terra de les dones de l'Exèrcit, Escoles de Collier Macmillan i Blue Circle Industries. La casa senyorial es converteix ara com a seu de les empreses privades pel Grup Compass.
El nom de "Aldermaston" és sinònim amb el programa nuclear del Regne Unit, les armes, així com la campanya pel Desarmament Nuclear. El Atomic Weapons Establishment (AWE), que desenvolupa, manté, i disposa d'armes nuclears en el Regne Unit es troba en la parròquia. Construït en el lloc de l'antiga Aldermaston de la RAF, la planta ha estat la destinació de nombroses marxes Aldermaston. Fins a l'any 2006, el poble va ser la llar de la ceràmica Aldermaston, que va ser creada per Alan Caiger-Smith i Geoffrey Eastop en 1955.